# Salix pseudodepressa
Salix pseudodepressa är en videväxtart som beskrevs av A. Skvorts.. Salix pseudodepressa ingår i släktet viden, och familjen videväxter. Inga underarter finns listade i Catalogue of Life.